# Modliszewko
Modliszewko – wieś w Polsce położona w województwie wielkopolskim, w powiecie gnieźnieńskim, w gminie Gniezno.
W latach 1975–1998 miejscowość administracyjnie należała do województwa poznańskiego.
We wsi znajduje się kościół parafialny zbudowany w latach 1990–1993 (na miejscu drewnianego, spalonego w 1988), plebania z 1840 (rozbudowana 1926) oraz organistówka z 1912 roku.